# Муто Йосінорі
Муто Йосінорі (яп. 武藤 嘉紀, нар. 15 липня 1992, Токіо) — японський футболіст, нападник клубу «Віссел Кобе».

## Клубна кар'єра
Народився 15 липня 1992 року в місті Токіо. У дорослому футболі дебютував 2013 року виступами за команду клубу «Токіо», в якій провів три сезони, взявши участь у 51 матчі чемпіонату. Більшість часу, проведеного у складі «Токіо», був основним гравцем атакувальної ланки команди і одним з головних бомбардирів команди, маючи середню результативність на рівні 0,45 голу за гру першості.
До складу клубу «Майнц 05» приєднався 30 травня 2015 року. Відіграв за клуб з Майнца 66 матчів в національному чемпіонаті, забив 20 голів.
В липні 2018 року переїхав до Англії, приєднавшись до клубу «Ньюкасл». Станом на 12 травня 2019 року відіграв за клуб 17 матчів, забивши 1 гол.

## Виступи за збірну
5 вересня 2014 року дебютував в офіційних матчах у складі національної збірної Японії.
У складі збірної був учасником кубка Азії з футболу 2015 року в Австралії та чемпіонату світу 2018 року у Росії.

## Статистика виступів

### Статистика виступів за збірну
| Дата       | Місто               | Господарі  | Результат             | Гості             | Турнір                        | Голи | Примітки |
| ---------- | ------------------- | ---------- | --------------------- | ----------------- | ----------------------------- | ---- | -------- |
| 5-9-2014   | Саппоро             | Японія     | 0 – 2                 | Уругвай           | товариський матч              | -    | 58'      |
| 9-9-2014   | Йокогама            | Японія     | 2 – 2                 | Венесуела         | товариський матч              | 1    | 46'      |
| 10-10-2014 | Ніїґата             | Японія     | 1 – 0                 | Ямайка            | товариський матч              | -    | 74'      |
| 14-10-2014 | Сінгапур            | Японія     | 0 – 4                 | Бразилія          | товариський матч              | -    | 52'      |
| 14-11-2014 | Тойота (Айті)       | Японія     | 6 – 0                 | Гондурас          | товариський матч              | -    | 46'      |
| 18-11-2014 | Осака               | Японія     | 2 – 1                 | Австралія         | товариський матч              | -    | 57'      |
| 12-1-2015  | Ньюкасл (Австралія) | Японія     | 4 – 0                 | Палестина         | Кубок Азії 2015 - 1-й етап    | -    | 58'      |
| 16-1-2015  | Брисбен             | Ірак       | 0 – 1                 | Японія            | Кубок Азії 2015 - 1-й етап    | -    | 90'      |
| 20-1-2015  | Мельбурн            | Японія     | 2 – 0                 | Йорданія          | Кубок Азії 2015 - 1-й етап    | -    | 79'      |
| 23-1-2015  | Сідней              | Японія     | 1 – 1 д.ч. (4-5 п.п.) | ОАЕ               | Кубок Азії 2015 - чвертьфінал | -    | 46'      |
| 27-3-2015  | Ойта                | Японія     | 2 – 0                 | Туніс             | товариський матч              | -    | 72'      |
| 11-6-2015  | Йокогама            | Японія     | 4 – 0                 | Ірак              | товариський матч              | -    | 67'      |
| 16-6-2015  | Сайтама             | Японія     | 0 – 0                 | Сінгапур          | Відбір до ЧС 2018             | -    | 78'      |
| 3-9-2015   | Сайтама             | Японія     | 3 – 0                 | Камбоджа          | Відбір до ЧС 2018             | -    | 66'      |
| 8-9-2015   | Тегеран             | Афганістан | 0 – 6                 | Японія            | Відбір до ЧС 2018             | -    | 77'      |
| 8-10-2015  | Ес-Сіб              | Сирія      | 0 – 3                 | Японія            | Відбір до ЧС 2018             | -    | 85'      |
| 13-10-2015 | Тегеран             | Іран       | 1 – 1                 | Японія            | товариський матч              | 1    | 87'      |
| 12-11-2015 | Сінгапур            | Сінгапур   | 0 – 3                 | Японія            | Відбір до ЧС 2018             | -    | 70'      |
| 6-9-2016   | Бангкок             | Таїланд    | 0 – 2                 | Японія            | Відбір до ЧС 2018             | -    | 82'      |
| 6-10-2017  | Тойота (Айті)       | Японія     | 2 – 1                 | Нова Зеландія     | товариський матч              | -    | 70'      |
| 10-10-2017 | Йокогама            | Японія     | 3 – 3                 | Гаїті             | товариський матч              | -    | 80'      |
| 30-5-2018  | Йокогама            | Японія     | 0 – 2                 | Гана              | товариський матч              | -    | 46'      |
| 8-6-2018   | Лугано              | Швейцарія  | 2 – 0                 | Японія            | товариський матч              | -    | 40'      |
| 12-6-2018  | Інсбрук             | Японія     | 4 – 2                 | Парагвай          | товариський матч              | -    | 64'      |
| 28-6-2018  | Волгоград           | Японія     | 0 – 1                 | Польща            | ЧС 2018 - груповий етап       | -    | 82'      |
| 13-1-2019  | Абу-Дабі            | Оман       | 0 – 1                 | Японія            | Кубок Азії 2019 - 1-й етап    | -    | 57'      |
| 17-1-2019  | Аль-Айн             | Японія     | 2 – 1                 | Узбекистан        | Кубок Азії 2019 - 1-й етап    | 1    | 33' 85'  |
| 21-1-2019  | Шарджа              | Японія     | 1 – 0                 | Саудівська Аравія | Кубок Азії 2019 - 1/8 фіналу  | -    | 39' 92'  |
| 1-2-2019   | Абу-Дабі            | Японія     | 1 – 3                 | Катар             | Кубок Азії 2019 - фінал       | -    | 62'      |
| Усього     |                     | Матчів     | 29                    |                   | Голів                         | 3    |          |

## Титули і досягнення
- Чемпіон Японії: 2023, 2024
- Володар Кубка Імператора Японії: 2011, 2024

Збірні
- Срібний призер Кубка Азії: 2019